# Adult contemporary
Adult contemporary (AC, z ang. współczesna muzyka dla dorosłych) – format radiowy, którego grupą docelową formatu są głównie kobiety i mężczyźni w wieku 30–54 lat.

## Charakterystyka
Format AC prezentuje muzykę z różnych gatunków od lat 70. XX w. po współczesne, przy czym zupełnie unika agresywnej muzyki (np. hard rocka, heavy metalu czy hip-hopu), muzyki adresowanej głównie do młodzieży i nastolatków, a także muzyki techno i dance.

## Podrodzaje formatu AC
- hot adult contemporary (hot AC)
- soft adult contemporary (soft AC)
- mainstream adult contemporary (mainstream AC)
- urban adult contemporary (urban AC)
- rhythmic adult contemporary (rhytmic AC)

## Historia i ewolucja formatu
W połowie lat 70. gatunki muzyki rozrywkowej zaczęły kierować swój repertuar głównie do konkretnych i różnych grup demograficznych (np. disco i hard rock trafiały do zupełnie różnych słuchaczy). Na rynku zaczęły powstawać stacje radiowe podążające tym trendem, które w swoim repertuarze prezentowały tylko określone gatunki muzyczne. Rozpoczął się proces formatowania stacji radiowych, czyli takiego doboru określonych gatunków muzycznych, by zaspokoić potrzeby wybranej grupy docelowej.
Rozwój formatu AC był rezultatem dojrzewania słuchaczy wychowanych na muzyce późnych lat 70., niezainteresowanych dominującymi w kolejnych latach gatunkami nowej generacji, takimi jak techno czy hip-hop.
Format AC ewoluuje, dostosowując się do nowszych pokoleń wkraczających w jego kryterium demograficzne. Tradycyjni wykonawcy AC jak Barbra Streisand, The Carpenters, Barry Manilow, i Olivia Newton-John pod koniec lat 80. XX w. przestali pojawiać się na listach przebojów AC, a poprzez wpływ MTV wykonawcy dotychczas utożsamiani z formatem muzyki mainstreamowej (CHR) jak Madonna, Culture Club, Cyndi Lauper, Tears for Fears i Whitney Houston zaczęli się pojawiać w AC.
W ostatnich latach coraz więcej stacji w formacie AC zaczęło prezentować na antenie więcej gitarowych utworów, jak na przykład „Broken” w wykonaniu Seethera, „Here Without You” nagrane przez 3 Doors Down, „Complicated” zaśpiewane przez Avril Lavigne, czy „I Don’t Wanna Miss a Thing” w wykonaniu Aerosmith. Dzięki temu AC zaczęło brzmieniem przypominać stacje z początku lat 90. i tym samym przygotowywać się na słuchaczy wychowanych na muzyce tamtego okresu.

## Przykładowe polskie rozgłośnie o formacie AC[1]
- Polskie Radio Program I
- RMF FM
- Radio Zet